# Fissistigma cavaleriei
Fissistigma cavaleriei (H.Lév.) Rehder – gatunek rośliny z rodziny flaszowcowatych (Annonaceae Juss.). Występuje naturalnie w południowej części Chin – w prowincjach Junnan i Kuejczou oraz w regionie autonomicznym Kuangsi. 

## Morfologia
PokrójZimozielone i zdrewniałe liany dorastające do 8 m wysokości. Gałęzie są owłosione i mają czerwonawą barwę.
LiścieMają kształt od podłużnie eliptycznego do podłużnie lancetowatego. Mierzą 6,5–16 cm długości oraz 1,5–4 cm szerokości. Są mniej lub bardziej owłosione od spodu. Nasada liścia jest sercowata. Blaszka liściowa jest o spiczastym wierzchołku. Ogonek liściowy jest owłosiony i dorasta do 6–8 mm długości.
KwiatySą pojedyncze lub zebrane po 2–5 w wierzchotki, rozwijają się w kątach pędów lub naprzeciwlegle do liści. Działki kielicha mają owalnie podłużny kształt i czerwonawą barwę, są omszone, dorastają do 6 mm długości. Płatki mają żółtawą barwę, zewnętrzne mają owalnie podłużny kształt, są owłosione od wewnątrz i osiągają do 1,5–2 cm długości, natomiast wewnętrzne są owalnie lancetowate i mierzą 1,5 cm długości. Kwiaty mają owłosione słupki.
OwoceZebrane w owoc zbiorowy o kulistym kształcie. Są omszone. Osiągają 20–25 mm średnicy.

## Biologia i ekologia
Rośnie w lasach. Występuje na wysokości od 900 do 1900 m n.p.m. Kwitnie od marca do listopada, natomiast owoce pojawiają się od czerwca do grudnia.